# Tanagrai csata (Kr. e. 457)
A tanagrai csata Kr. e. 457-ben zajlott le a Nikomédész, a kiskorú Pleisztoanax spártai király nagybátyja által vezetett peloponnészoszi haderő és az argoszi valamint thesszáliai csapatokkal kiegészített athéni haderő között. Ez volt az ún. I. peloponnészoszi háború első olyan csatája, amikor a két főszereplő, Lakedaimón és Athén nyíltan összecsapott egymással.

## Előzmények
Athén Kr. e. 460-ban bontotta fel a szövetségét a spártaiakkal, amit még a perzsa háborúk idején, Kr. e. 480-ban kötöttek. Támogatókra is talált Argosz, a Korinthosz térnyerése miatt elégedetlen, addig Peloponnészoszi Szövetséghez tartozó Megara és a hagyományosan dórellenes Thesszália személyében. Kisebb összecsapásokban segítséget is nyújtott szövetségeseinek Spárta ellen. 
Lakedaimón csak a Kr. e. 450-es évek elejére tudott leszámolni a Kr. e. 464-ben kitört helótafelkeléssel. Első nagyobb megmozdulása ezt követően a métropoliszként tisztelt közép-görögországi Dórisz felszabadítása volt a szomszédos Phókisz támadása után Kr. e. 457-ben. Ez az erőviszonyok ismeretében nem meglepő módon gyors győzelmet hozott - mivel az athéni haderő egy része Kr. e. 459-454 között Egyiptomban hadakozott a perzsák ellen katasztrofális eredménnyel - , azonban a hazavezető utat a Korinthoszi-öbölben és a szárazföldön blokád alá vették Athén és szövetségeseinek hadai. Feltehetően a spártaiak minél gyorsabb hazatérését kívánták előidézni, ám éppen az ellenkezője történt: Nikomédész az Attikával szemben régóta ellenséges Boiótia legfontosabb állama, Thébai szövetségével egyenesen Athén felé indult, és a várostól egynapi menettávolságra, Tanagrában táborozott le.

## A csata
Athénban úgy értékelték a helyzetet, hogy – mivel a várost védő ún. hosszú falak még nem készültek el, és demokráciaellenes szervezkedésről is hallani lehetett – az események elébe vágva megtámadják a spártaiakat, akikről ugyanakkor nem lehetett biztosra venni, hogy támadni fognak-e. Thuküdidész közlése szerint az egész athéni haderő, minden elérhető szövetséges, 1000 argoszi katona és egy thesszáliai lovasalakulat is kivonult a harcmezőre. A csata előtt a nemrég száműzött Kimón felbukkant az athéni táborban, kérve, hogy harcolhasson poliszáért, ám ezt megtagadták tőle a sztratégoszok (köztük Periklész, aki annak idején sokat tett Kimón megbuktatásáért).
A heves küzdelem sokáig elhúzódott, végül Thuküdidész szerint a thesszálok árulása és átállása döntötte el a harcot. A megfutamodó attikai haderőt a spártai hopliták, akik maguk is nagy veszteségeket könyveltek el, nem üldözték, hanem némi attikai és megariszi fosztogatást követően hazatértek Spártába.

## Következmények
Athén, bár súlyos volt a vesztesége, miután négy hónapra fegyverszünetet kötött Spártával, még ebben az évben Müronidész athéni vezér Oinophütánál vereséget mért Thébai és az általa vezetett Boiót Szövetség csapataira, majd elfoglalta Boiótiát és Phókiszt, megsarcolva az Opuszi Lokriszt. Tanagrát lerombolták. Ezzel Athén a nagy vereség ellenére megszerezte az ellenőrzést jóformán egész Közép-Hellasz felett. Míg Spárta felkészült az ellencsapásra, Athén hatalmas sikereket aratott: Kr. e. 456-ban Aigina négy év után kapitulált, Kr. e. 455-ben pedig Tolmidész körbehajózta a Peloponnészoszt, lerombolta a spártai hajóépítő műhelyeket, illetve a Korinthoszi-öbölnél számos győzelmet aratott a dór állam szövetségesei felett.

## Lásd még
A peloponnészoszi háborúban is lezajlott egy ütközet Tanagránál Kr. e. 426-ban.